# شهر الکمال
هشتمین ماه از ماه‌های سال ۳۶۱ روزه آیین بیانی است که توسط سید علی محمد باب در کتاب چهارشآن به آن اشاره شده است.
- الأسماء کلشیئ - چهار شآن

همچنین
هشتمین ماه از ماه‌های ۱۹گانه در گاه‌شماری بهائی است که مثل همه ماه‌های این گاه‌شماری دارای ۱۹ روز می‌باشد.